# ریچارد اسلاپچینسکی
ریچارد اسلاپچینسکی (انگلیسی: Richard Slapczynski؛ زادهٔ ۱۹۳۴) یک پویانما، کارگردان فیلم و فیلم‌نامه‌نویس لهستانی-استرالیایی است.
از فیلم‌ها یا مجموعه‌های تلویزیونی که وی در آن‌ها نقش داشته‌است می‌توان به سفر به مرکز زمین اشاره نمود.